# 베네치아 도제

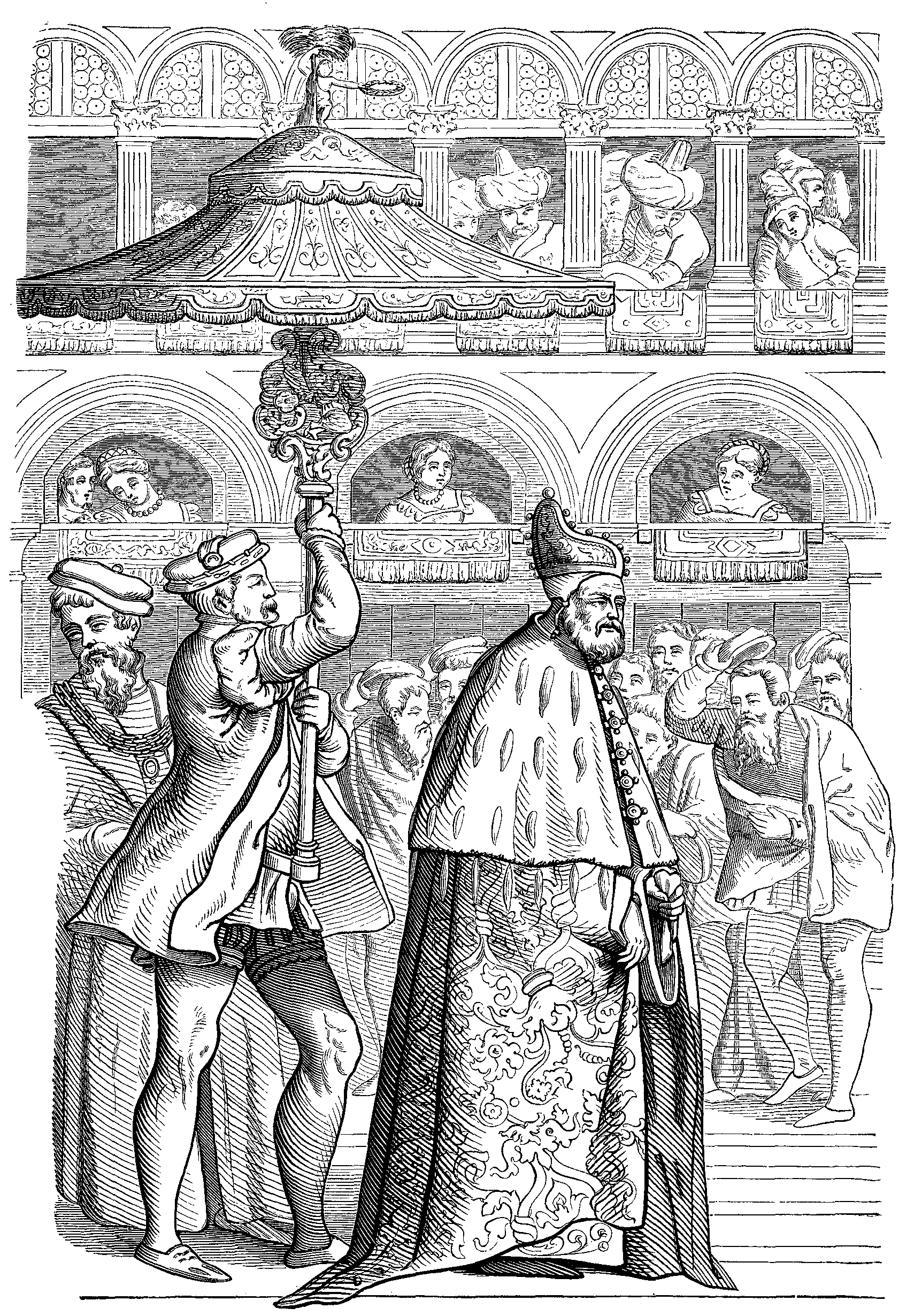
16세기, 도제의 행진

베네치아 도제(베네토어: Doxe de Venexia 도제 데 베네샤[ˈdoze de veˈnɛsja], 이탈리아어: Doge di Venezia 도제 디 베네치아[ˈdɔːdʒe di veˈnɛttsja][*])는 약 1천여 년간 베네치아 공화국을 통치하였던 최고 지도자의 명칭이다. 이 명칭은 라틴어로 ‘위정자’ 뜻의 둑스(Dux)로부터 유래하였으며, 현대 이탈리아어에서도 ‘위정자’ 뜻의 두체(Duce)와 영어에서 ‘위정자’, 혹은 ‘공작’을 뜻하는 듀크(Duke)와 상통하는 말이다. 한국어로는 이탈리아어를 그대로 말한 ‘도제’란 말이 가장 일반적이고, 그밖에 ‘통령’과 ‘원수’도 일반적으로 통용되는 명칭이다. 베네치아 공화국의 도제는 베네치아 공화국의 귀족이 선출하였다. 일반적으로 도제로 선출되는 시민은 베네치아 공화국 내에서 가장 명민하고 통찰력 있는 원로였다. 종신 임기의 도제가 존재하였던 베네치아 공화국은 공화국이란 이름을 가지고 있었음에도 군주제적인 요소가 섞인 독특한 정치 체제를 만들었다.

## 기원
서기 1000년경에 연대기 작가이자 베네치아의 로마 가톨릭 소속 부제였던 요한네스의 기록인 《크로니콘 베네툼(라틴어: Chronicon Venetum, 베네치아 연대기)》에 따르면, 베네치아에서 도제의 직위는 베네치아 석호의 정착민 무리를 대표하던 호민관을 대신하여 약 700년경에 제정되었다. 초기 도제들이 동로마 제국 황제의 단순한 대리인이었다는 설도 있다. 도제는 마치 동로마 제국의 황제처럼 종신제였고 정교일치적인 지도자였다.

## 도제의 선출
베네치아 공화국의 도제의 기본적인 선출 자격에 대해서는 정확하게 정해진 바는 없다. 도제의 직위는 대개 강력한 베네치아 가문들 내부의 일원들에게 일임되었다. 몇몇 도제들이 그들의 아들을 도제 직위에 깊이 관련시킨 이후, 도제가 그의 가족 구성원들을 그의 직위에 관련시킬 수 없고 특정 가족 구성원에게 그의 후계자란 직위를 줄 수 없다는 법에 따라 이러한 세습적 군주제를 향한 경향은 차단되었다. 결국 1172년 이후 도제의 선출은 40인 위원회에 완전히 일임되었다. 40인 위원회의 구성원은 대평의회가 선출한 4명에 의해 지명되었고, 또한 대평의회의 구성원들은 매년 12명의 사람들에게 지명되었다. 1229년에 이 40인 위원회가 20대 20으로 도제 선출이 교착 상태에 빠졌는데, 이 이후 40인 위원회는 실제로는 41명의 위원을 두게 되었다.
1268년에 도제 선거의 새로운 규칙이 마련되었고, 이 규칙은 1797년 공화국이 멸망할 때까지 계속 유지되었다. 이 새로운 규칙의 목적은 가능한 한 사적인 대 가문들의 영향을 최소화하는 것이었고, 이 때문에 도제 선출의 규칙이 복잡해졌다. 우선 대평의회 의원 중에서 제비뽑기로 30명의 인원을 뽑는다. 이 30명 중에서 다시 제비뽑기로 9명을 정한다. 이 9명이 의원 중 40명을 고르고, 선출된 40명 중에서 다시 제비뽑기로 12명만 추려낸다. 이 12명은 25명을 고르고, 이 25명 중에서 제비뽑기로 9명을 추려낸다. 다시 이 9명이 45명을 선출하고, 선출된 45명 중에서 다시 제비뽑기로 마지막으로 11명을 추려낸다. 마지막에 뽑힌 11명이 실제로 도제를 선출하게 된다.
새 도제가 결정되면, 그가 임명 선서를 하기 전에 시민들 앞에 세워져, “이것이 당신들을 기쁘게 한다면, 이 자가 당신들의 도제이다.”라고 소개된다. 비록 도제는 실제적으로 특권 계층의 가장 높은 시종일 뿐이지만, 베네치아의 시민들이 선거를 승인한다는 형식상의 연출을 하는 것이다.

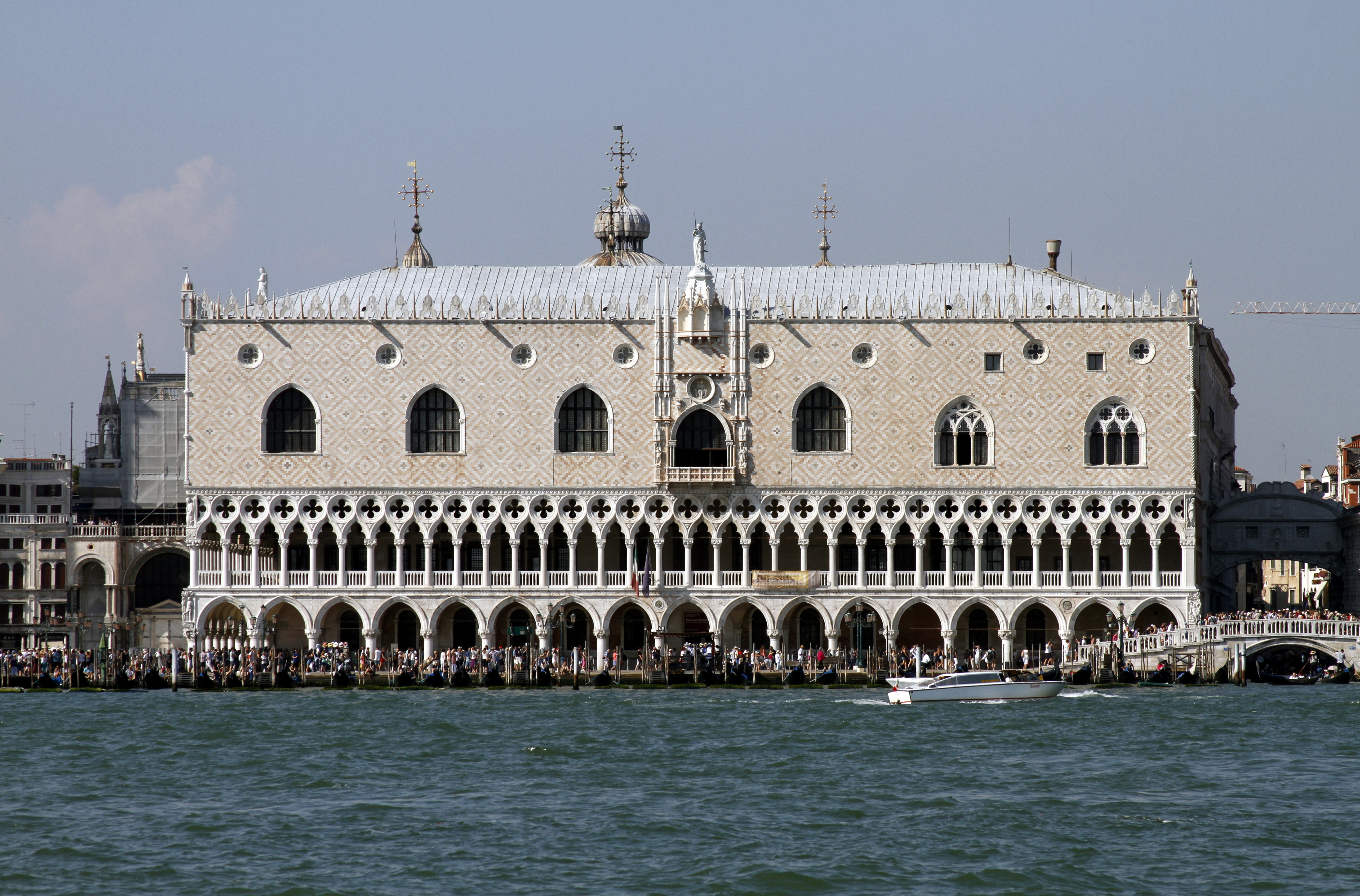
베네치아 공화국의 도제의 관저이자 정부청사였던 두칼레 궁전

## 규칙
초기의 도제는 강력한 세속적 권력을 가지고 있었으나, 1268년 이후 도제는 일정하고도 엄격한 권력의 견제를 받게 되었다. 그 예로 도제는 외국으로부터 발송된 긴급 공문서라 할지라도 열어보기 전에 다른 공직자들을 기다려야만 했다. 또한 도제는 외국 땅에 어떠한 재산도 소유할 수 없었다.
몇몇 도제들이 강제로 퇴위당한 것을 제외하면, 도제는 일반적으로 종신직이었다. 도제가 죽으면, 위원회가 소집되어 그 도제의 생존 시의 행위에 관해 재판하게 하였다. 그리고 만일 어떤 법적인 부정 행위가 발견되면, 그의 유산에서 벌금을 매겼다. 도제의 공적인 급여는 많지 않았으며, 그 급여 또한 모두 사용할 의무가 있었다. 도제 직위에 있는 자도 도제 선출 이전처럼 무역 사업에 종사하였다. 이 사업들 때문에 도제들은 베네치아 공화국의 무역업 친목 협동조합들인 스쿠올레 그란디의 자격을 유지하였다.
1268년 7월 7일 이후로, 도제 직위가 공석일 때는 베네치아 공화국은 도제 없이 부(副)도제의 형태로 원로 콘시리에레 두칼레(이탈리아어: consigliere ducale, 도제 자문관)가 통치하였다.

## 의식
도제의 공적 의식 중 하나는, 상징적인 행사인 바다와의 결혼식을 축하하는 일이었다. 이 의식은 국가의 선박인 부친토로에서 도제가 결혼 반지를 아드리아해에 던지는 것이다. 이 의식은 처음에는 1000년에 있었던 도제 피에트로 오르세올로 2세의 달마티아 정복과 그리스도 승천일을 축하하는 의미를 가지고 있었다. 1177년에 교황 알렉산데르 3세와 신성 로마 제국의 황제 프리드리히 1세가 베네치아를 방문한 이후로, 이 의식은 좀 더 장중하고 화려한 모습이 되었다. 국가적인 특별한 행사 때마다 도제는 점점 많아지는 각종 의식에 참여해야 했고, 국제적인 관계 속에서 그는 최고의 군주와도 같은 위상을 지니게 되었다.
14세기 이후로 도제의 의식용 왕관은 베네치아 도제의 유명한 상징물이 되었고, 코르노 두칼레(corno ducale) 라 불렸다. 이것은 뻣뻣한 뿔을 닮은 테 없는 모자였는데, 아마포 모자인 카마우로 위에 보석으로 장식된 무늬가 짜여진 옷감을 입혀 만들어졌다. 매 부활절 월요일에 도제는 행렬대를 이끌고 산 마르코 광장으로부터 산 자카리아 수녀원까지 행진했고, 그 곳의 대수녀원장으로부터 수녀들이 만든 새로운 관을 받았다.

## 마지막 도제
과두정 체제가 성립되면서, 도제 직위의 가장 중요한 실권들은 다른 공직이나 정무 부서로 차차 이양되었다. 따라서 도제는 한 때에는 베네치아 공화국이라는 큰 배의 조종사였다가 나중에는 아무 실권도 없는 허수아비가 되었다. 마지막 도제는 루도비코 마닌으로서, 그는 베네치아가 나폴레옹의 프랑스 군대에게 점령되었을 때인 1797년 5월 12일 퇴위하였다.
이후 베네치아는 피에몬테-사르디냐나 오스트리아와의 합병을 피하기 위하여 짧게나마 공화국을 다시 수립하였을 때도 있었지만, 도제와 같은 옛 제도들을 부활시키지는 않았다. 대신에 독재자나 참주, 삼두 정치를 구성한 3인 등을 가리키는 명칭들이 통용되었다.

## 같이 보기
- 베네치아 공화국
- 베네치아 공화국의 도제 목록
- 도제 (제노바)
- 베네치아 공화국 시뇨리아 - 베네치아 공화국의 최고 국가 기관.